# Lee Jae-myung
Lee Jae-myung (Andong, 8 december 1963) is een Zuid-Koreaanse politicus en advocaat. Sinds 4 juni 2025 is hij de 14e president van Zuid-Korea. Sinds 2022 is hij ook lid van de Nationale Assemblee voor Gyeyang B. Lee was van 2018 tot 2021 de zesde gouverneur van de provincie Gyeonggi en van 2022 tot 2025 leider van de Minju-partij.

## Levensloop
Lee werd geboren in een arm gezin in Andong en werd na de basisschool fabrieksarbeider. Als gevolg van verwondingen op het werk raakte hij invalide. Lee behaalde een diploma van de middelbare school en een gelijkwaardige middelbareschooldiploma en studeerde aan de Chung-Ang-universiteit, waar hij in 1986 zijn rechtendiploma behaalde. 
Als advocaat voor mensenrechten en arbeidsrecht werkte Lee samen met Minbyun en pleitte hij voor de opening van een nieuw ziekenhuis in Seongnam.
Lee ging in 2005 de politiek in en deed zonder succes mee aan een aantal verkiezingen. In 2010 werd hij verkozen tot burgemeester van Seongnam en in 2014 herkozen. In 2017 deed hij voor het eerst een poging om president te worden, maar verloor de Democratische nominatie aan Moon Jae-in. Lee trad in 2018 af als burgemeester om zich met succes kandidaat te stellen voor het gouverneurschap van de provincie Gyeonggi. In 2021 zou hij aftreden als gouverneur. Lee stelde zich in 2022 kandidaat voor het presidentschap en werd genomineerd voor de partij. Bij de algemene verkiezingen verloor hij echter nipt van Yoon Suk Yeol van de People Power Party.
In januari 2024 overleefde Lee een moordaanslag. In november werd hij veroordeeld wegens overtreding van de Public Official Election Act door ten onrechte te ontkennen dat hij banden had met Kim Moon-ki, een voormalig directeur van Seongnam Development Corporation, tijdens diens presidentscampagne in 2022. Tijdens de staat van beleg in Zuid-Korea in 2024 kreeg Lee internationale aandacht door op het hek van het gebouw van de Nationale Assemblee te klimmen en dit evenement te documenteren via een livestream. Vervolgens speelde hij een belangrijke rol in de afzettingsprocedure tegen Yoon. Nadat het Constitutionele Hof van Korea Yoons presidentschap had beëindigd, startte Lee in 2025 een derde campagne voor het presidentschap. Hij werd genomineerd door de DPK en versloeg PPP-kandidaat Kim Moon-soo bij de algemene verkiezingen.